# محمد شاهیده‌پور
محمد شاهیده پور استاد و رئیس دانشکدهٔ مهندسی برق مؤسسه فناوری ایلینوی است.
وی در سال ۱۹۷۷ لیسانس خود را از دانشکده مهندسی برق دانشگاه صنعتی شریف و فوق لیسانس و دکترای خود را در سال‌های ۱۹۷۸ و ۱۹۸۱ از دانشگاه میزوری در کلمبیا در آمریکا دریافت کرد.
او مؤلف بیش از ۳۰۰ مقالهٔ علمی و ۵ کتاب در زمینهٔ قدرت است.
او عضو پیوسته آی‌تریپل‌ای است. وی همچنین استاد معین دانشگاه صنعتی شریف است.

## جوایز
شاهیده‌پور در سال ۲۰۰۷ جایزه برک هیز شناسایی آکادمیک جامعه الکترونیک قدرت IEEE در سال ۲۰۰۵ جایزه بهترین مقاله Transactions جامعه الکترونیک قدرت IEEE را دریافت کرد. او برای ۱۵ سال ویراستار مجله IEEE Transactions on Power Systems بود و هم‌اکنون قائم مقام بخش انتشارات جامعه الکترونیک قدرت IEEE است.
شاهیده‌پور عضو کمیته مطالعات ریزشبکه‌های سازمان ملل بوده و پروژه‌های عملی متعددی را در زمینه ریزشبکه‌ها و شبکه‌های هوشمند اجرا کرده که می‌توان به ریزشبکه دانشگاه IIT با قابلیت عملکرد جزیره‌ای، ریزشبکه مبتنی بر سلول‌های خورشیدی جزیره Virgin و ریز شبکه‌های فرودگاه‌ها و قطارهای شهری اشاره نمود.
وی به تازگی در سال ۲۰۱۶ به پاس دستاوردهای پژوهشی خود در زمینه «برنامه‌ریزی تولید در بازارهای برق و در حضور منابع متغیر انرژی تجدید پذیر» عضو فرهنگستان مهندسی ایالات متحده آمریکا شده‌است. شاهیده‌پور در سفرهای خود به ایران کارگاه‌ها و سمینارهای متعددی در زمینه شبکه‌های هوشمند برگزار می‌کند.